# Miniargiolestes
Miniargiolestes is een geslacht van waterjuffers (Zygoptera) uit de familie van de Argiolestidae.

## Soorten
Miniargiolestes is monotypisch en omvat de volgende soort:
- Miniargiolestes minimus (Tillyard, 1908)